# Вербовец (Закарпатская область)
Вербо́вец (укр. Вербовець, венг. Verbőc) — село в Вилокской поселковой общине Береговского района Закарпатской области Украины.
Население по переписи 2001 года составляло 1206 человек. Почтовый индекс — 90326. Телефонный код — 03143. Занимает площадь 4458 км². Код КОАТУУ — 2121281801.